# Бьянки, Амброджо
Амброджо Бьянки (итал. Ambrogio Bianchi; 17 октября 1771, Кремона, Миланское герцогство — 3 марта 1856, Рим, Папская область) — итальянский кардинал, камальдул. Генеральный настоятель Камальдульской конгрегации с 1835 по 3 марта 1856. Префект Священной Конгрегации дисциплины монашествующих с 31 июля 1840 по 3 марта 1856. Кардинал in pectore с 6 апреля 1835 по 8 июля 1839. Кардинал-священник с 8 июля 1839, с титулом церкви Санти-Андреа-э-Грегорио-Маньо-аль-Челио с 11 июля 1839.